# Suvanna Ban Lang
Suvanna Ban Lang (auch Souvanna Ban Lang; voller Thronname Somdet Brhat-Anya Chao Suvarna Panya Lankara Raja Sri Sadhana Kanayudha; * 1455 in Chiang Tong; † 1485 ebenda) war seit 1479 bis zu seinem Tod König von Lan Xang.

## Leben
Suvanna Ban Lang war der zweite Sohn von König Sai Tia Kaphut, er wurde im Palast erzogen. Vor seiner Thronbesteigung war er Gouverneur von Dansae. Nachdem sein Bruder Kone Keo von den Vietnamesen (aus Annam) 1479 gefangen wurde und dieser bei einem Fluchtversuch ums Leben kam, sammelte Suvvana Ban Lang eine kleine Armee um sich. Mit diesen Kräften eroberte er die Hauptstadt von den Vietnamesen zurück, von denen nur 600 Männer nach Annam zurückkehrten. Danach lud er seinen Vater zur Rückkehr auf den Thron ein, der jedoch aus Scham ablehnte und an seiner Stelle abdankte.
Suvanna Ban Lang wurde in Sawa gekrönt. Sein Erfolg über die Vietnamesen ließ diese für etwa zwei Jahrhunderte friedliche Beziehungen mit den Laoten führen.
Suvanna Ban Lang starb 1485 in Chiang Thong, Nachfolger wurde sein jüngerer Bruder La Sen Thai Puvanart (reg. 1485–1495).